# Moulay Abdellah
Moulay Abdellah (arabiska: سيدي بوزيد) är en ort i Marocko, som i folkräkningen räknas som stad i landskommunen med samma namn. Den ligger i provinsen El Jadida och regionen Casablanca-Settat, 190 km sydväst om huvudstaden Rabat. Antalet invånare var 12 456 vid folkräkningen 2014.